# Chu Anh
Chu Anh (chữ Hán: 朱楧; 10 tháng 10 năm 1376 – 5 tháng 1 năm 1420), được biết đến với tước hiệu Túc Trang vương (肅莊王), là hoàng tử của Minh Thái Tổ Chu Nguyên Chương, hoàng đế đầu tiên của nhà Minh.

## Cuộc đời
Chu Anh là hoàng tử thứ 14 của Minh Thái Tổ, sinh năm Hồng Vũ thứ 9 (1376), mẹ là Cáo thị (郜氏), một thứ phi không rõ danh hiệu. Năm thứ 11, Chu Anh được phong làm Hán vương (漢王) khi mới 3 tuổi, ban trước thái ấp ở Thiểm Tây. Năm Hồng Vũ thứ 24 (1391), cải phong thành Túc vương (肅王).
Vào năm Hồng Vũ thứ 25 (1392), Túc vương Chu Anh chuyển đến sống ở Thiểm Tây. Năm sau, ông được lệnh đóng quân ở Bình Lương, Cam Túc. Vào năm thứ 30 (1397), ông cho tích trữ lương thực để xuất binh dẹp loạn man di.
Năm Kiến Văn thứ nhất (1399), Túc vương Chu Anh bị chuyển đến quận Lan Châu (nay thuộc Lan Châu).
Năm Vĩnh Lạc thứ 17 (1420), Chu Anh qua đời, thọ 45 tuổi, được ban thụy là Trang (莊).

## Gia quyến

### Thê thiếp
- Túc Vương phi Tôn thị (孙氏), con gái của Chỉ huy Tôn Kế Đạt, phong Vương phi năm Hồng Vũ thứ 27 (1394).[2]
- Tiết thị (薛氏), năm Tuyên Đức thứ 6 (1431) được phong Túc vương Thái phu nhân (肅王太夫人).[3]
- Trương thị (張氏; mất năm 1451[4]), cũng năm Tuyên Đức thứ 6 được phong Túc Trang vương Phu nhân (肅莊王夫人).[3]

### Hậu duệ
- Chu Thiệm Diễm (朱贍焰; 1406 – 1464), trưởng tử, mẹ là thứ phi Trương thị, tập tước Túc Khang vương (肅康王).[5]
- Sùng Tín Quận chúa (崇信郡主), trưởng nữ, lấy Trương Đoan.[6]

## Túc vương thế hệ biểu
| Tước hiệu                | Họ tên                   | Quan hệ                          | Tại vị      | Ghi chú |
| ------------------------ | ------------------------ | -------------------------------- | ----------- | --- |
| Túc Trang vương (肅莊王) | Chu Anh (朱楧)           | Hoàng tử thứ 14 của Minh Thái Tổ | 1391 – 1420 | Năm Hồng Vũ thứ 24 (1391) phong tước, năm Vĩnh Lạc thứ 17 (1420) qua đời, thọ 46 tuổi. |
| Túc Khang vương (肅康王) | Chu Thiệm Diễm (朱贍焰)  | Con trai trưởng của Chu Anh      | 1424 – 1464 | Năm Vĩnh Lạc cuối cùng (1424) tập phong, qua đời năm Thiên Thuận thứ 8 (1464), thọ 59 tuổi. |
| Túc Giản vương (肅簡王)  | Chu Lộc Bi (朱祿埤)      | Con trai trưởng của Thiện Diễm   | 1468 – 1479 | Nguyên là Quận vương, mắc bệnh tâm thần, con trai duy nhất của Lộc Bi là Cống Tông thay cha thực hiện các lễ nghi. Năm Thành Hoá thứ 4 (1468) tập phong, qua đời năm thứ 15 (1479), thọ 59 tuổi. |
| Túc Cung vương (肅恭王)  | Chu Cống Tông (朱貢錝)   | Con trai trưởng của Lộc Bi       | 1487 – 1536 | Nguyên là Quận vương. Năm Thành Hoá thứ 23 (1487) tập phong, năm Gia Tĩnh thứ 15 (1536) qua đời, thọ 81 tuổi.                                                                                    |
| Túc Tĩnh vương (肅靖王)  | Chu Chân Ư (朱真淤)      | Con trai trưởng của Cống Tông    | Truy phong  | Nguyên là Thế tử, qua đời năm Gia Tĩnh thứ 5 (1526) trước khi tập phong, thọ 52 tuổi. Con trai thứ là Bật Quang tập tước, Chân Ư được tặng tước Vương.                                           |
| Túc Định vương (肅定王)  | Chu Bật Quang (朱弼桄)   | Con trai thứ hai của Chân Ư      | 1539 – 1562 | Năm Gia Tĩnh thứ 18 (1539) tập phong, qua đời năm thứ 41 (1562), thọ 63 tuổi. |
| Túc Chiêu vương (肅昭王) | Chu Tấn Huỳnh (朱縉炯)   | Con trai trưởng của Bật Quang    | Truy phong  | Nguyên là Thế tử, qua đời năm Gia Tĩnh thứ 36 (1557), hưởng dương 31 tuổi. Con trai trưởng là Thân Đổ tập tước, Tấn Huỳnh được tặng tước Vương.                                                  |
| Túc Hoài vương (肅懷王)  | Chu Thân Đổ (朱紳堵)     | Con trai trưởng của Tấn Huỳnh    | 1563 – 1564 | Năm Gia Tĩnh thứ 42 (1563) tập phong, qua đời vào năm sau (1564) khi mới 17 tuổi, không có con.                                                                                                  |
| Túc An vương (肅安王)    | Chu Bật Sĩ (朱弼柿)      | Con trai thứ tư của Chân Ư       | Truy phong  | Nguyên là Trấn quốc Tướng quân, do con là Tấn Quý tập phong nên được tặng tước Vương. |
| Túc Ý vương (肅懿王)     | Chu Tấn Quý (朱縉𤏳)     | Con trai trưởng của Bật Sĩ       | 1564 – 1588 | Năm Gia Tĩnh thứ 43 (1564) tạm kiêm nhiếp phủ Túc vương đến năm Long Khánh thứ 5 (1571) mới chính thức phong Vương, ở ngôi đến năm Vạn Lịch thứ 16 (1588), không rõ bao nhiêu tuổi.              |
| Túc Hiến vương (肅憲王)  | Chu Thân Nghiêu (朱紳堯) | Con trai trưởng của Tấn Quý      | 1591 – 1618 | Năm Vạn Lịch thứ 19 (1591) tập phong, qua đời năm thứ 46 (1618), không rõ bao nhiêu tuổi. |
| Túc Ai vương (肅哀王)    | Chu Chí Hoành (朱識鋐)   | Con trai trưởng của Thân Nghiêu  | 1621 – 1643 | Năm Thiên Khải thứ nhất (1621) tập phong, Trương Hiến Trung chiếm được Lan Châu, Chí Hoành bị giết trong đám loạn giặc vào năm Sùng Trinh thứ 16 (1643), chấm dứt dòng Túc vương.                |